# Lapenty
Lapenty is een gemeente in het Franse departement Manche (regio Normandië) en telt 439 inwoners (2006). De plaats maakt deel uit van het arrondissement Avranches.

## Geografie
De oppervlakte van Lapenty bedraagt 14,98 km², de bevolkingsdichtheid is 29 inwoners per km².
De onderstaande kaart toont de ligging van Lapenty met de belangrijkste infrastructuur en aangrenzende gemeenten.

## Demografie
Onderstaande figuur toont het verloop van het inwonertal (bron: INSEE-tellingen).

1. ↑  Populations de référence 2022.